# TT69
| mn · n · Y1 | n · A |

| mn · n · Y1 | n · A |

TT69 (Theban Tomb 69) è la sigla che identifica una delle Tombe dei Nobili ubicate nell’area della cosiddetta Necropoli Tebana, sulla sponda occidentale del Nilo dinanzi alla città di Luxor, in Egitto. Destinata a sepolture di nobili e funzionari connessi alle case regnanti, specie del Nuovo Regno, l'area venne sfruttata, come necropoli, fin dall'Antico Regno e, successivamente, sino al periodo Saitico (con la XXVI dinastia) e Tolemaico.

## Titolare
TT69 era la tomba di:
| Titolare | Titolo                                       | Necropoli           | Dinastia/Periodo                 | Note                                                                       |
| -------- | -------------------------------------------- | ------------------- | -------------------------------- | -------------------------------------------------------------------------- |
| Menna    | Scriba dei campi del Signore delle Due Terre | Sheikh Abd el-Qurna | XVIII dinastia (Thutmosi IV -?-) | in basso, sotto la TT68, sul lato nord-est opposto al cancello di chiusura |

## Biografia
Menna, scriba contabile del re Thutmosi IV, sommava in sé anche i titoli di: "Favorito del Buon Dio (il re), scriba e supervisore delle coltivazioni", "Gran consigliere del Signore delle Due Terre", "Occhi del re in ogni luogo", "Scriba dei possedimenti del Signore delle Due Terre nel sud e nel nord", "Supervisore delle tenute di Amon". Sua moglie si chiamava Henuttawi, cantatrice di Amon, "giustificata dal grande dio"; suoi figli maschi erano Sa, scriba del grano di Amon, e Kha, prete wab; figlie femmine: Amen-hem-weskhet (Henut), "la favorita di Hathor, amata dal suo Signore (il re)", Nehem-awayt (...Hem-ta), "colei che egli ama, favorita di Hathor, giustificata", e Ka-sy, la "sua amata" ritratta in dimensioni molto più piccole delle altre, il che lascia supporre che fosse adolescente.

## La tomba
La TT69 venne sgombrata dalla Mission Archeologique Francaise negli anni '80 dell'Ottocento e, successivamente, durante i lavori di scavo di Robert Mond nel 1905; un breve sondaggio con rilevazione dell'apparato pittorico venne eseguito nel 1910 da Colin Campbell. Nel novembre-dicembre 2007 è stata eseguita un'investigazione multidisciplinare sulle pitture e sulle tecniche pittoriche.
TT69 si sviluppa con forma a "T" rovesciata tipica di analoghe sepolture dello stesso periodo. Ad un corridoio, sulle cui pareti (1 in planimetria) è rappresentato il defunto con la moglie e alcune figlie che recitano un inno ad Amon-Ra, segue una camera trasversale in cui il defunto e la moglie (2) ricevono offerte (tra cui vasi di miele) da alcune figlie, che suonano sistri, mentre assistono a lavori campestri. Segue una camera trasversale in cui il defunto e la moglie (2) ricevono offerte (tra cui vasi di miele) da alcune figlie, che suonano sistri, mentre assistono a lavori campestri. Alcuni ufficiali e funzionari assistono al carico, alla registrazione e al trasporto di grano su carri, in presenza di un uomo che suona una sorta di cornamusa.
In altre scene (3), il defunto e la moglie adorano Osiride, siedono a banchetto (4) e offrono libagioni (5) unitamente a figli e figlie che recano mazzi di fiori; un uomo offre un mazzo di fiori alla coppia assisa mentre tre suonatori si esibiscono cantando. Su una stele (6), Anubi dinanzi a Osiride e alla Dea dell'occidente (Mertseger), Ra-Horakhti e Hathor, nonché la coppia del defunto e la moglie, seguiti da alcuni sacerdoti, in offertorio agli dei. Su altra parete (7), su due registri sovrapposti, il defunto e la moglie ricevono mazzi di fiori da un uomo, e il defunto e la moglie che ricevono liste di offerte da preti e da uomini che recano unguenti e vasi.
Un breve corridoio, sulle cui pareti (8) il defunto e la moglie sono rappresentati nell'atto di lasciare la tomba per partecipare alla Festa della Valle, dà accesso a una camera perpendicolare alla prima. Su quattro registri (9) portatori di offerte, comprese statuette e modelli di barca, il trasporto del sarcofago a cura di nove amici, preti, macellai, scrigni, canoe in processione verso Anubi; poco oltre (10) il defunto in scena di psicostasia dinanzi a Osiride con Thot che registra il risultato della pesatura. 
Su altra parete (11), su tre registri, il pellegrinaggio ad Abido, e scene di riti sulla mummia; seguono scene (12) di pesca e uccellagione svolte dal defunto e dai familiari; poco oltre (13) i familiari in offertorio al defunto e alla moglie. 
Una nicchia sul fondo della sala (14), contiene la parte inferiore delle statue del defunto e della moglie.
Molti dei dipinti parietali, per il resto ancora in discreto stato di conservazione, sono stati deliberatamente danneggiati scalpellando gli occhi dei personaggi, o asportando parti dei volti e delle mani talché non è spesso possibile stabilire gli oggetti che impugnavano.

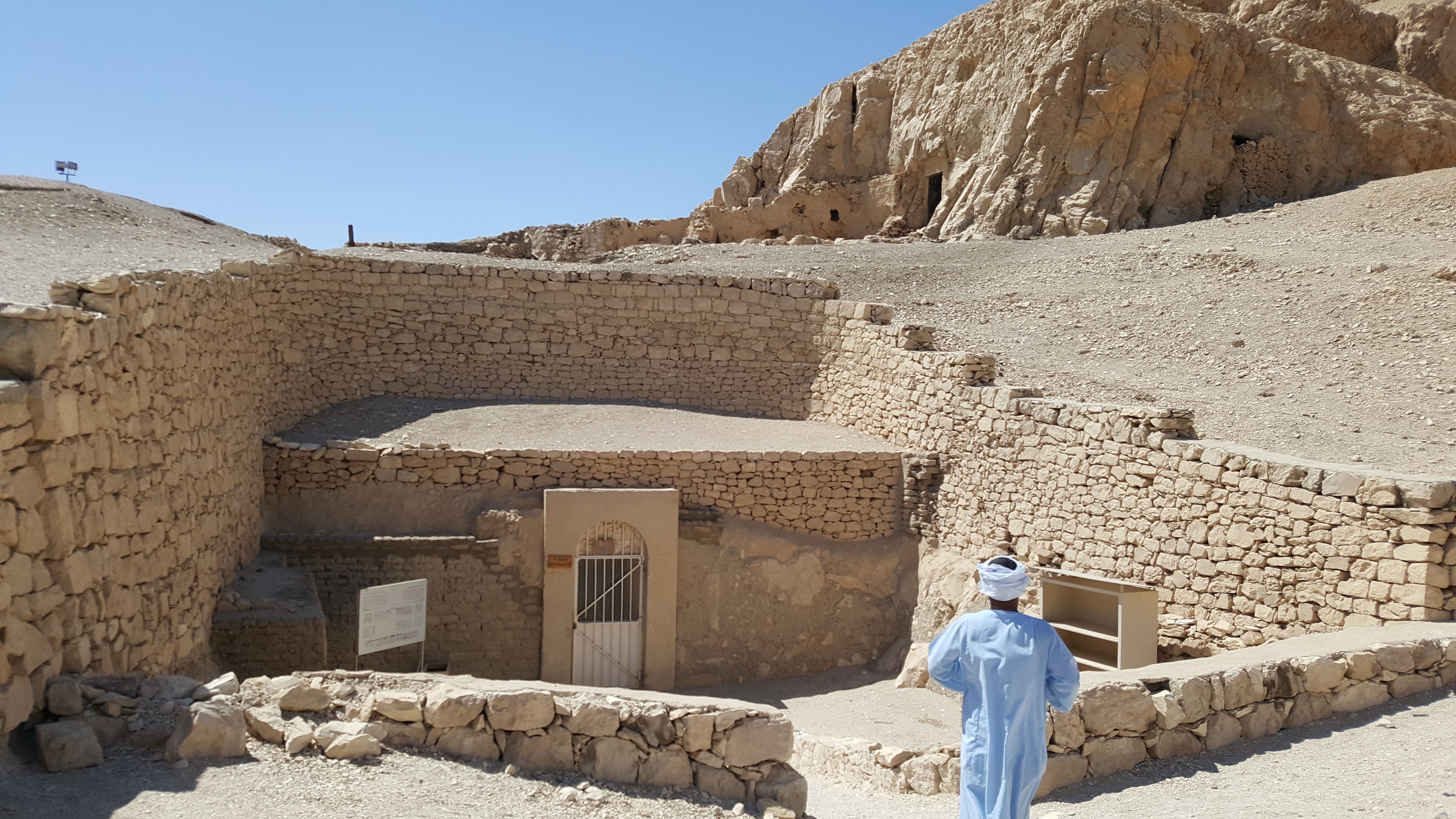
Entrata della tomba TT69
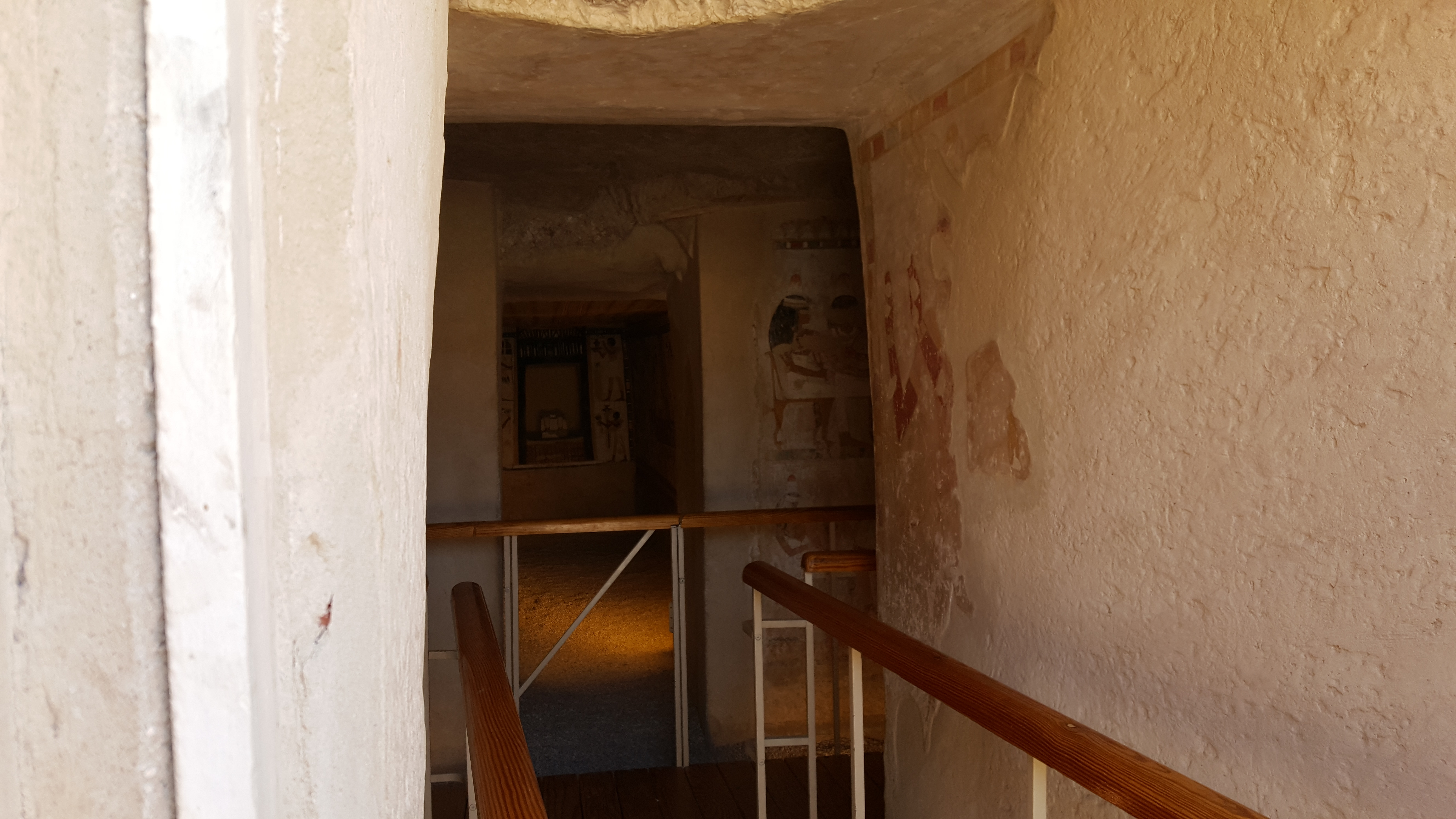
Corridoio di accesso alla TT69
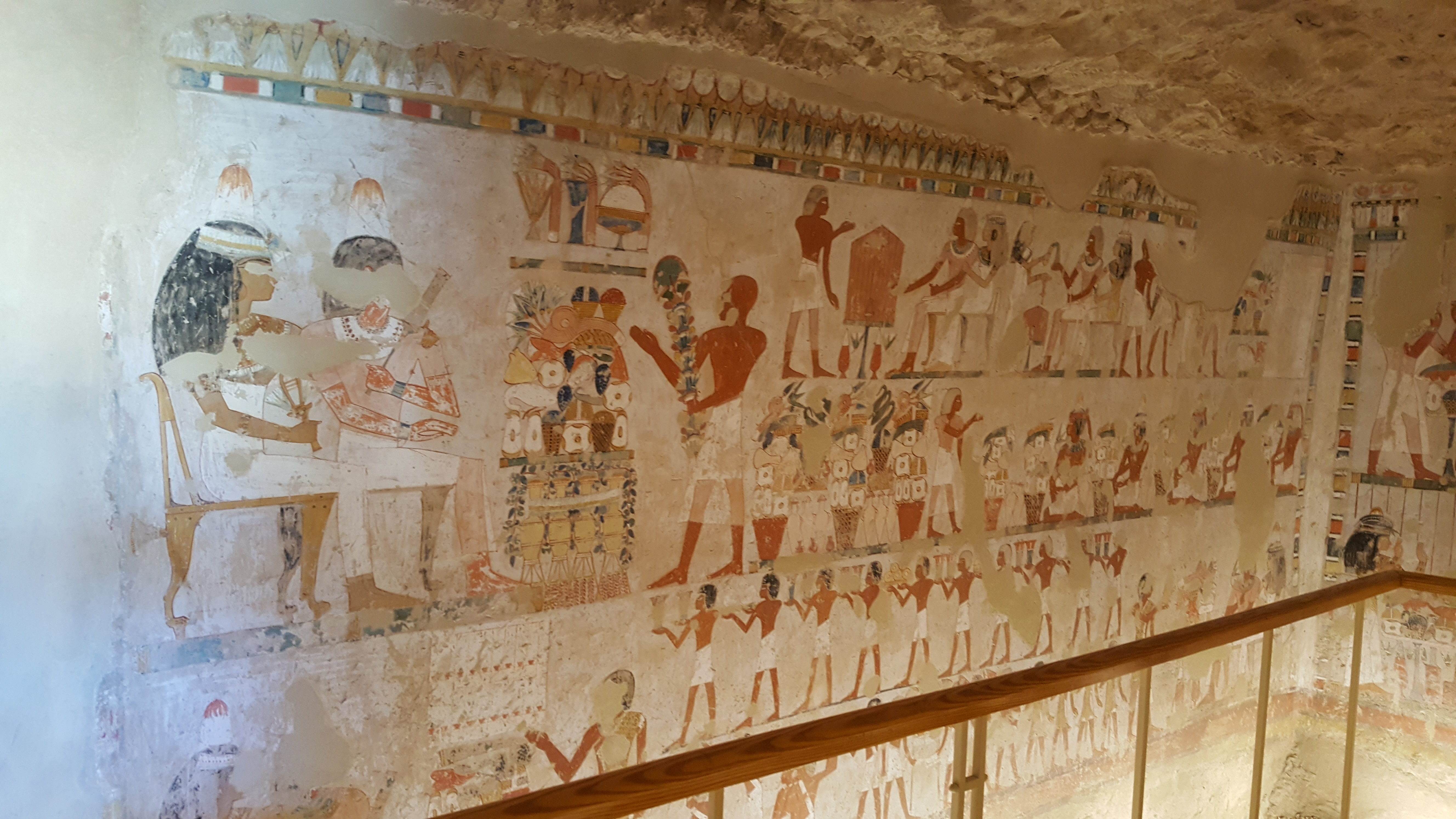
Rilievi della camera trasversale
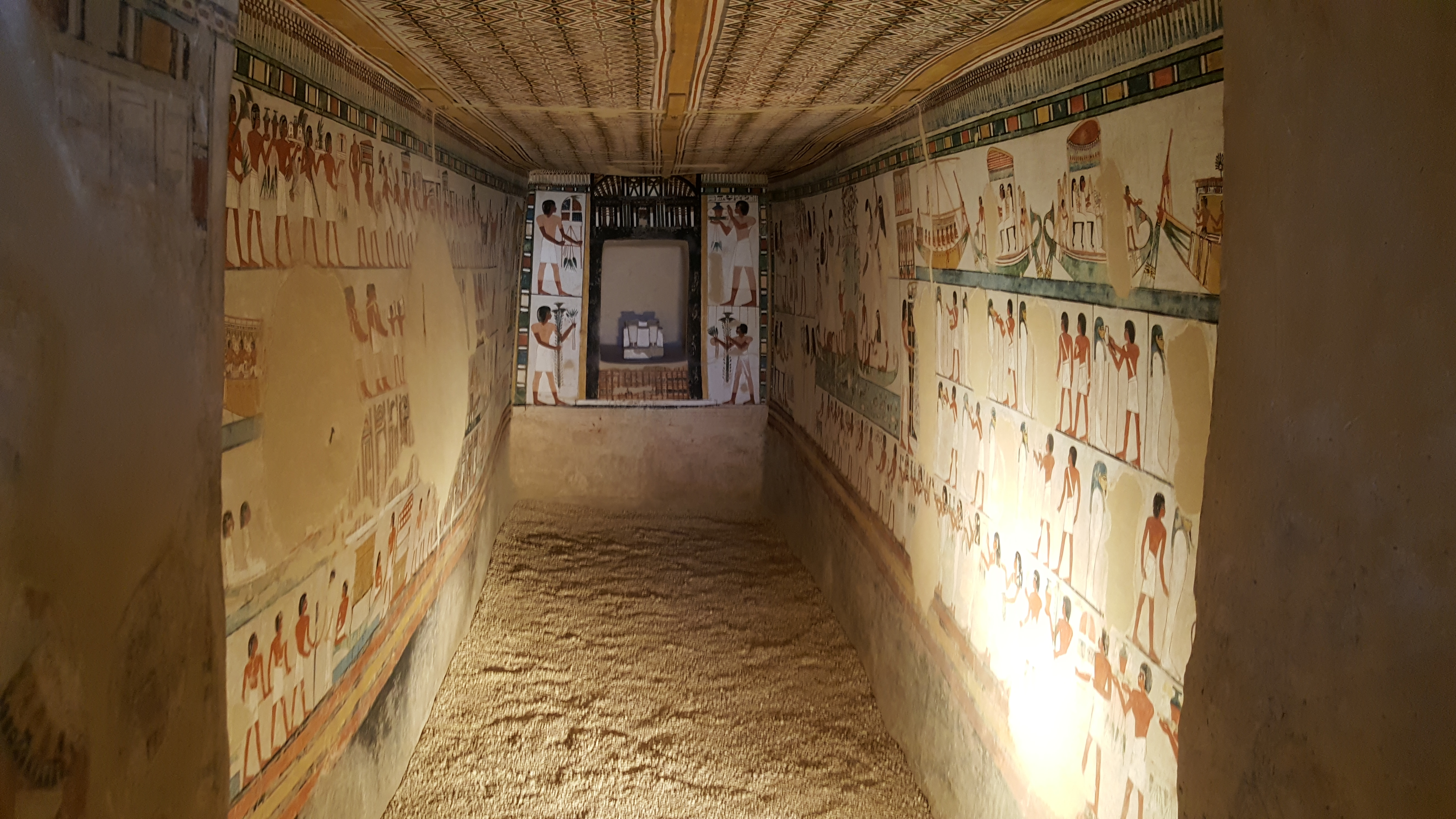
La camera più interna, sul fondo la nicchia con i resti delle statue del defunto e della moglie
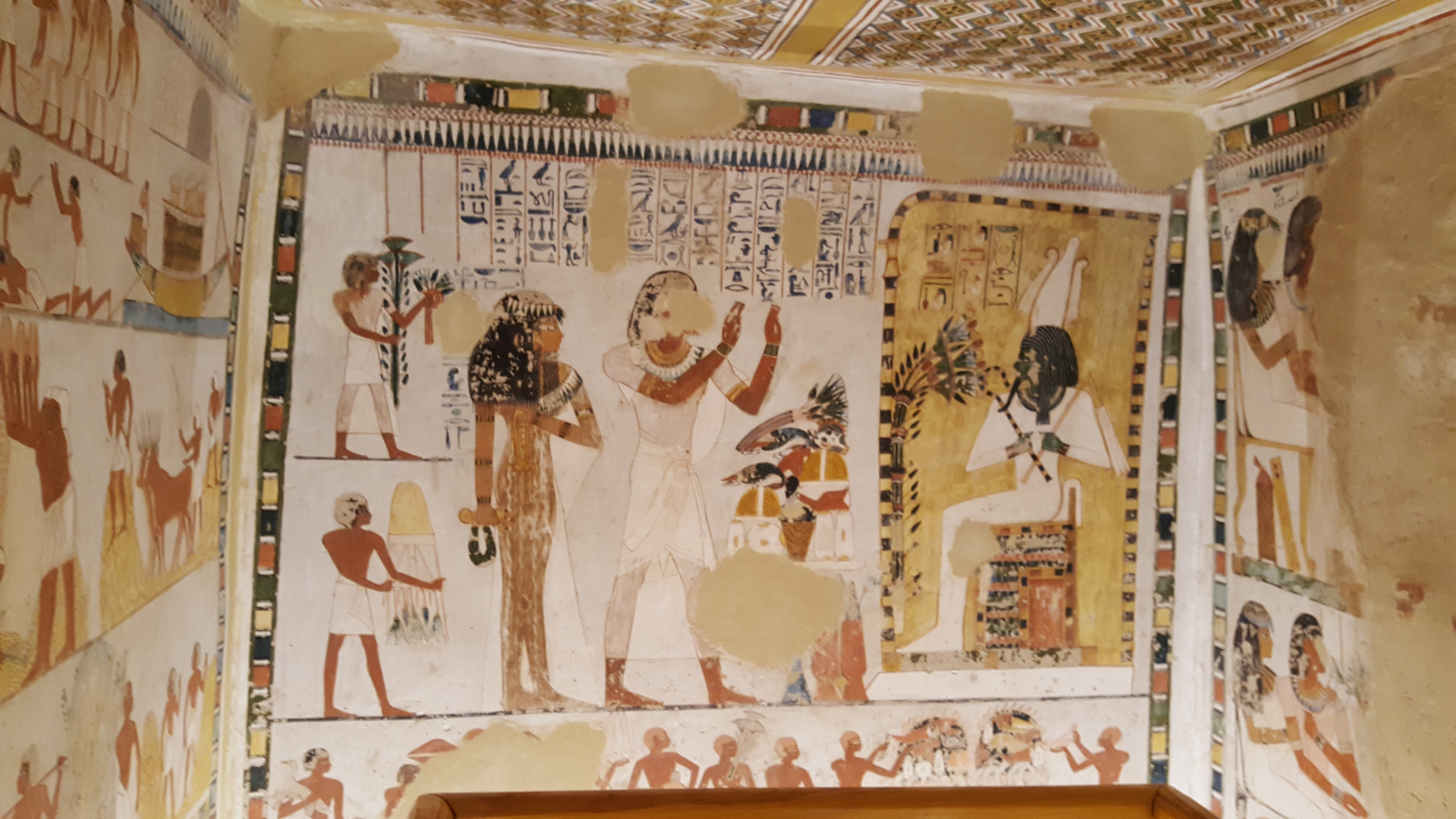
Menna e la moglie dinanzi ad Amon-Ra
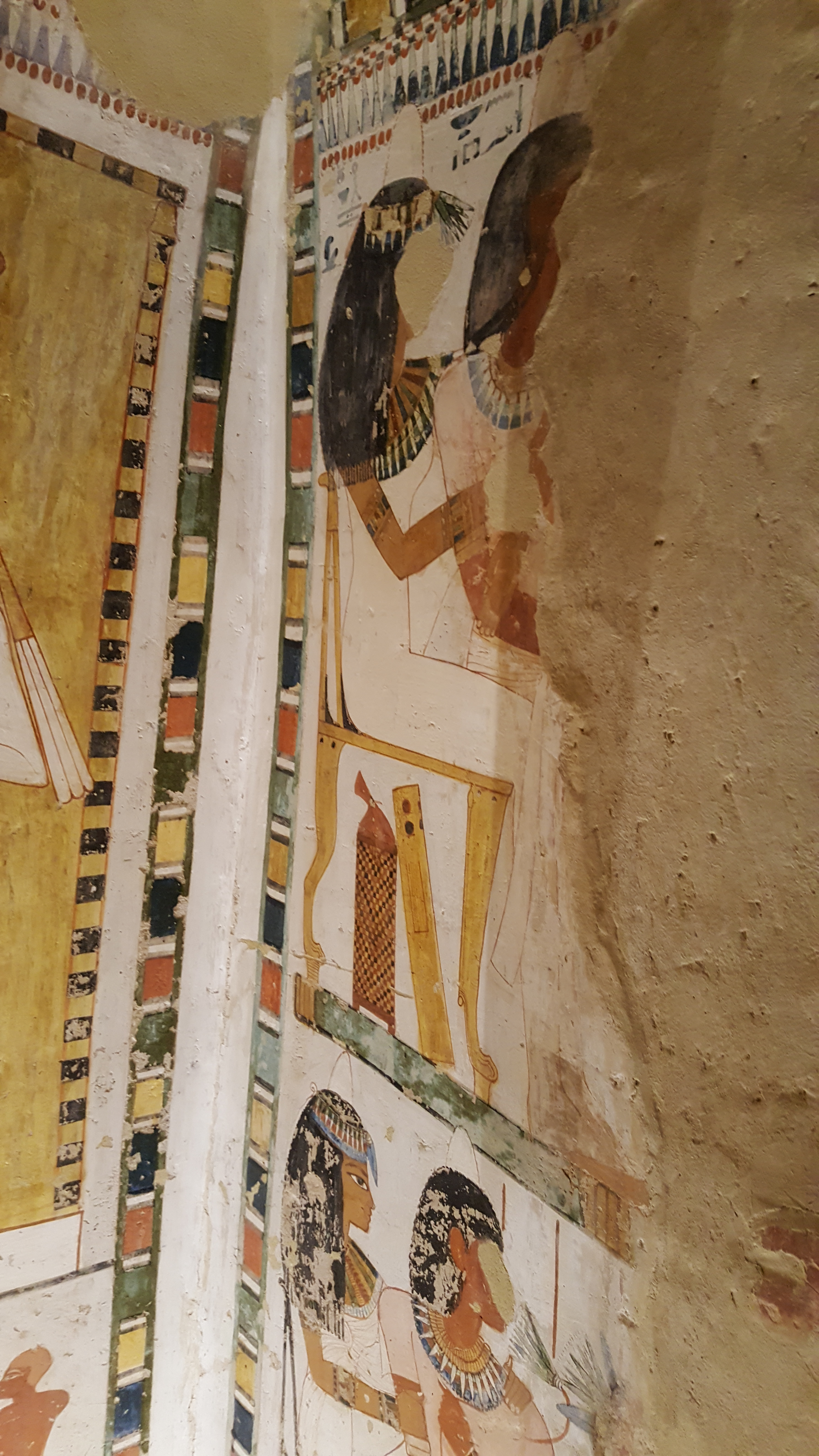
Uno dei dipinti a cui è stato asportato il viso
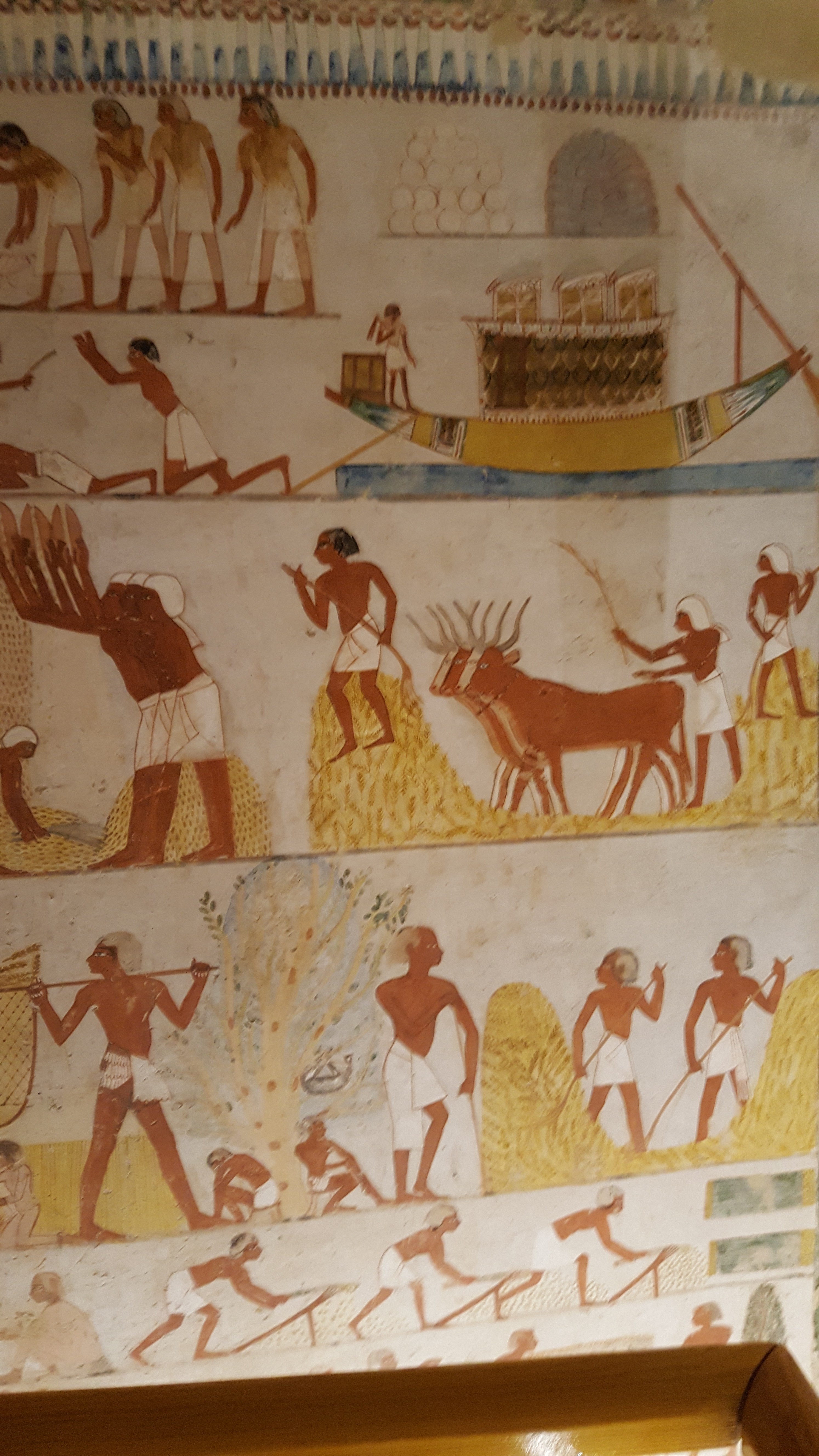
Scene di lavori campestri
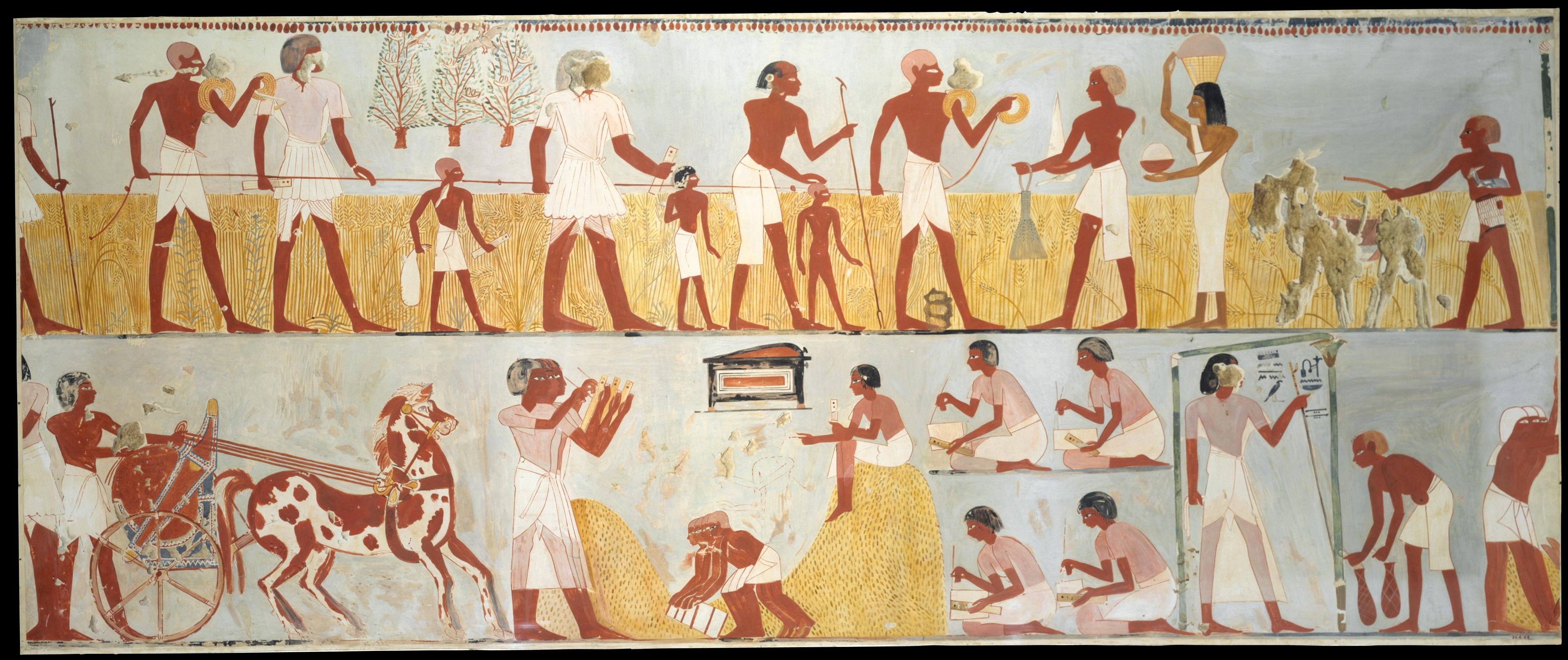
Scena di lavori campestri in un acquerello di Charles K. WIlkinson (Metropolitan Museum, cat. MET DT207673)
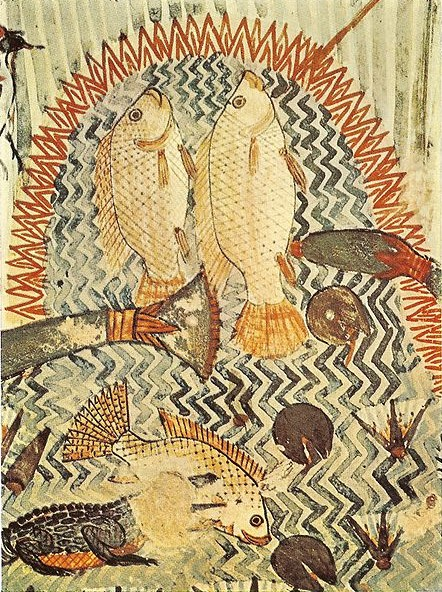
Scena di pesca (particolare)
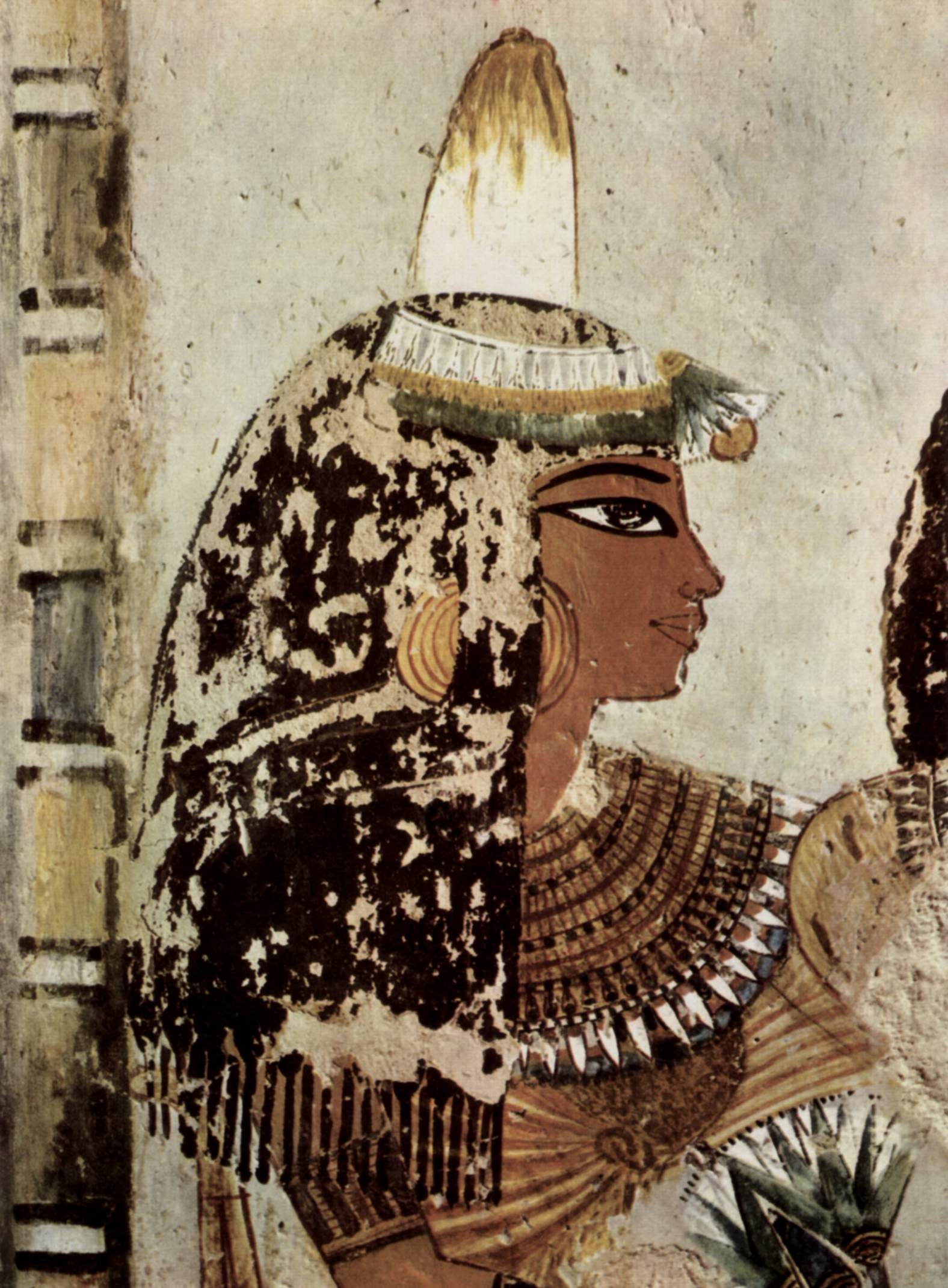
Ritratto di dama
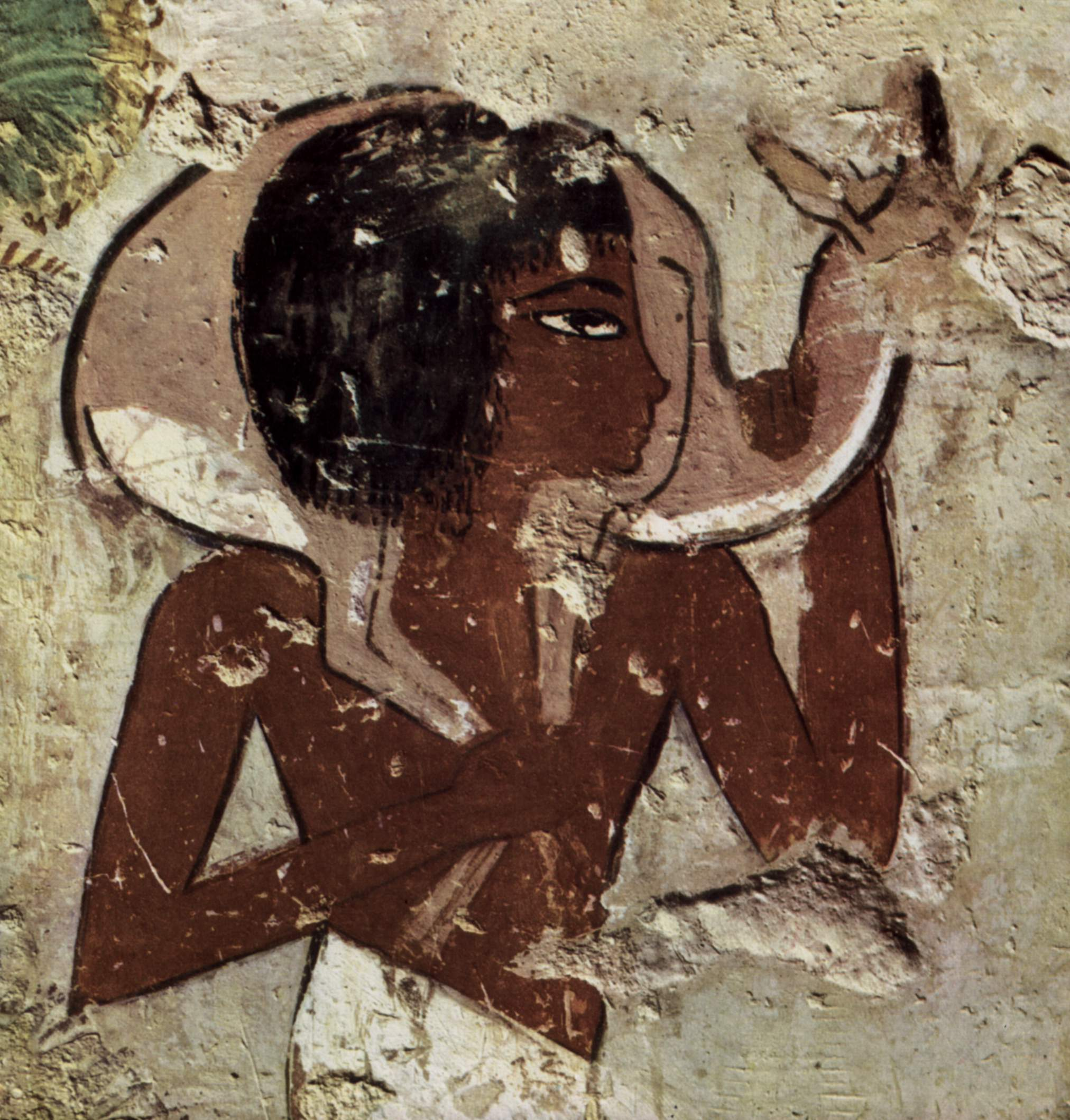
Un cacciatore trasporta una gazzella
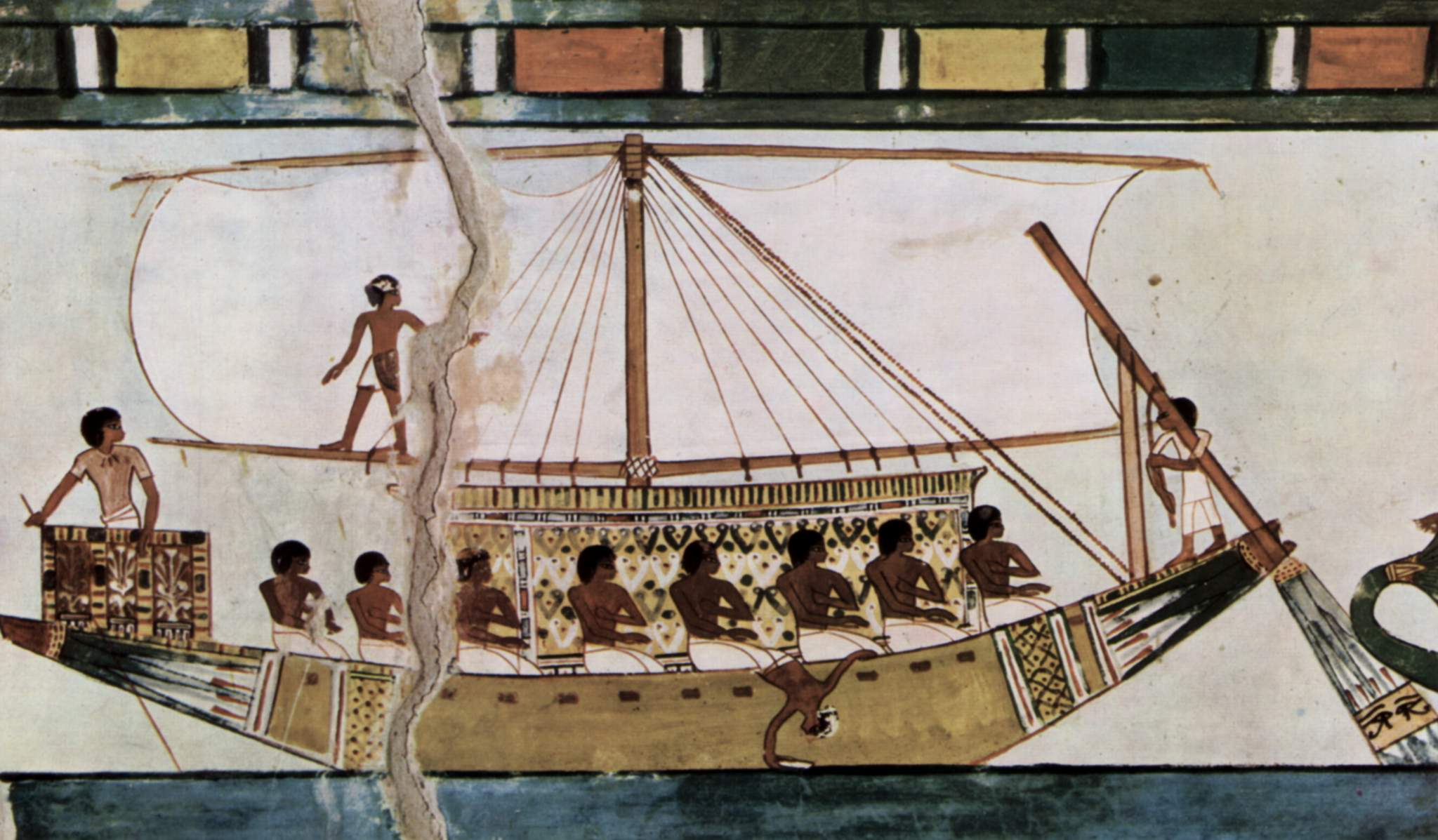
Particolare del Pellegrinaggio ad Abido
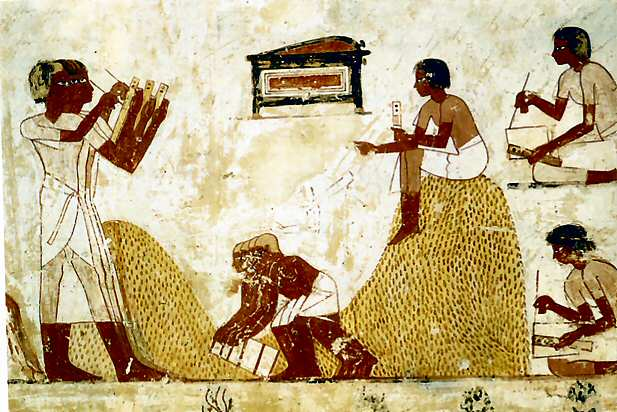
Scriba contabili dalla TT69 di Menna
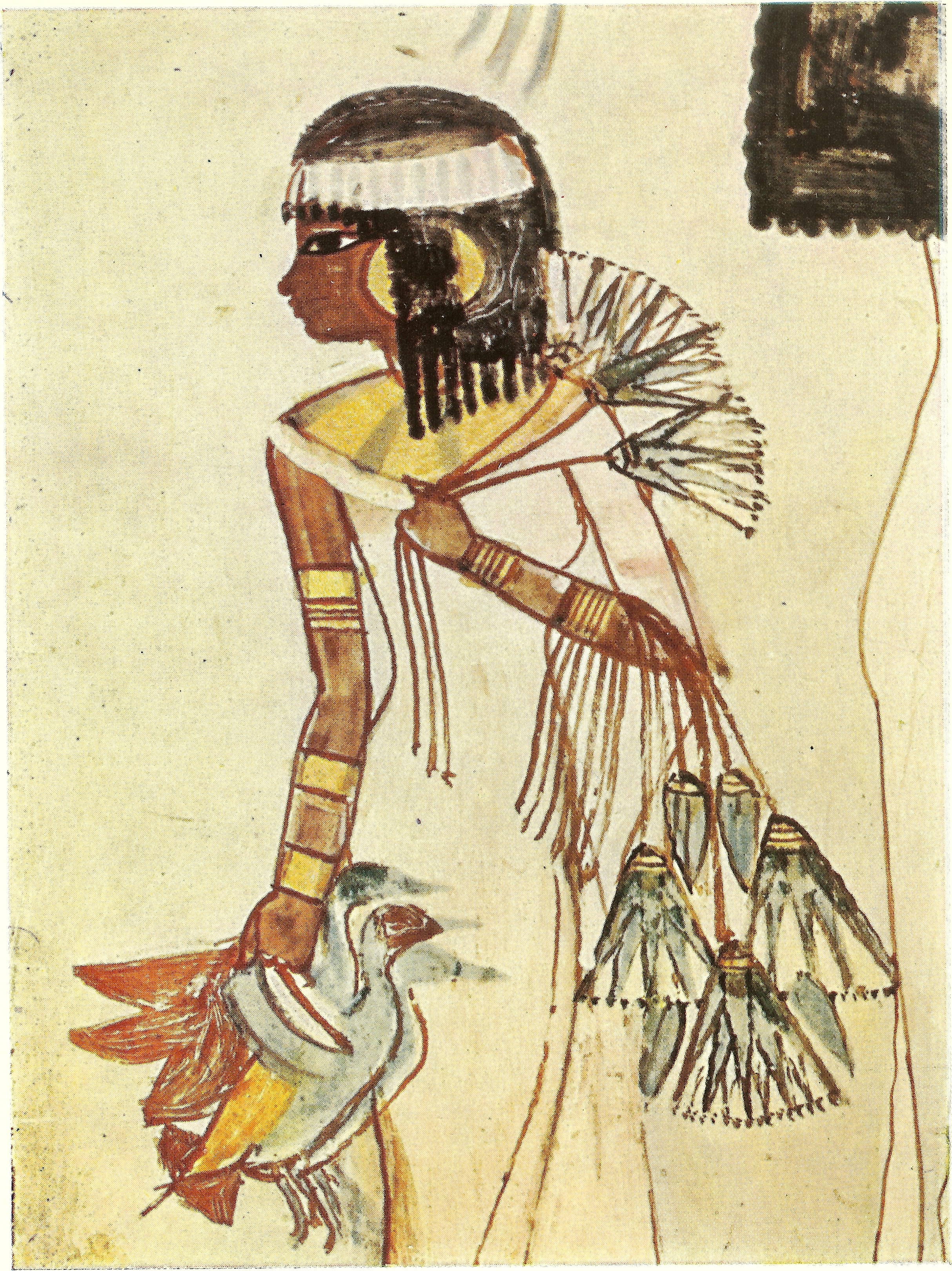
Una delle figlie del cacciatore con alcune anatre e mazzi di fiori di palude

### Annotazioni
1. ↑  La prima numerazione delle tombe, dalla numero 1 alla 253, risale al 1913 con l’edizione del "Topographical Catalogue of the Private Tombs of Thebes" di Alan Gardiner e Arthur Weigall. Le tombe erano numerate in ordine di scoperta e non geografico; ugualmente in ordine cronologico di scoperta sono le tombe dalla 253 in poi.
2. ↑  I campi della Duat, ovvero l'aldilà egizio, si trovavano, secondo le credenze, proprio sulla riva occidentale del grande fiume.
3. ↑  Nella sua epoca di utilizzo, l'area era nota come "Quella di fronte al suo Signore" (con riferimento alla riva orientale, dove si trovavano le strutture dei Palazzi di residenza dei re e i templi dei principali dei) o, più semplicemente, "Occidente di Tebe".
4. ↑  le Tombe dei Nobili, benché raggruppate in un'unica area, sono di fatto distribuite su più necropoli distinte.
5. ↑  Le note, sovente di inquadramento topografico della tomba, sono tratte dal "Topographical Catalogue" di Gardiner e Weigall, ed. 1913 e fanno perciò riferimento alla situazione dell'epoca.
6. ↑  L'inserimento del termine "giustificata" lascia intendere che fosse già morta al momento in cui venne realizzata la tomba del marito.
7. ↑  Il fatto che nell'unica scena in cui compare assieme al fratello lo preceda, ha fatto intendere che si trattasse del figlio maggiore.
8. ↑  I preti "wab", ma anche "uab", o "uebu", appartenevano al basso clero ed erano incaricati della manutenzione degli strumenti del culto e degli oggetti comunque ad esso connessi. A loro competeva il lavacro e l'abbigliamento giornaliero della statua del dio presso cui operavano e a loro competeva il trasporto della statua del dio (generalmente su una barca sacra) durante le cerimonie. Erano gerarchicamente sottoposti ad un "grande prete wab" cui competevano le operazioni giornaliere di culto della divinità.
9. ↑  Le cattive condizioni dei dipinti parietali, danneggiati dai millenni o deliberatamente, ha fatto nel tempo interpretare in maniera differente i nomi che, nel 1910, erano stati interpretati da Campbell (C. Campbell: Two Theban Princes, Sons of Rameses III, p. 85-106, Oliver and Lloyd, London, riedizione 2010) come Henut, [...]Hem-Ta e Kasi.
10. ↑  L'inserimento del termine "giustificata" lascia intendere che fosse già morta al momento in cui venne realizzata la scena che la ritrae.
11. ↑  Sir Robert Ludwig Mond (1867-1938), chimico e archeologo britannico.
12. ↑  Vedi esito tra i "collegamenti esterni".

### Fonti
1. 1 2  Porter e Moss 1927,  p. 134.
2. ↑  Gardiner e Weigall 1913.
3. ↑  Donadoni 1999,  p. 115.
4. ↑  Gardiner e Weigall 1913, pp. 22-23.
5. ↑  Campbell 1910.
6. ↑  Porter e Moss 1927,  planimetria p. 135.
7. ↑  Porter e Moss 1927,  pp. 134-139.